# Novokalynove
Novokalynove (en ukrainien : Новокалинове) est un village de la hromada d'Otcheretyne, dans le raïon de Pokrovsk (oblast de Donetsk), en Ukraine. En 2001, le village compte 521 habitants.

## Présentation
Le village est à environ 28 km du centre du district, accessible par une route locale.
Près du village se trouve la gare de Bortsi (uk).
Novokalynove borde le village de Kalynove, situé dans le raïon de Kostiantynivka, dans l'oblast de Donetsk.
Lors de l'invasion russe de l'Ukraine, le village est capturé par les forces russes le 27 avril 2024.

## Données démographiques
Selon le recensement ukrainien de 2001, le village comptait 521 habitants, dont 78,5 % indiquent l'ukrainien comme langue maternelle, 21,11 % indiquent le russe et 0,19 % indiquent le moldave.